# Hypophthalmichthys
Hypophthalmichthys är ett släkte av fiskar som beskrevs av Bleeker, 1860. Hypophthalmichthys ingår i familjen karpfiskar.
Kladogram enligt Catalogue of Life och Dyntaxa:
| Hypophthalmichthys | \| \| Hypophthalmichthys harmandi \| \| \| \| \| \| silverkarp \| \| \| \| \| \| marmorkarp \| \| \| \| |
|                    | \| \| Hypophthalmichthys harmandi \| \| \| \| \| \| silverkarp \| \| \| \| \| \| marmorkarp \| \| \| \| |
|                    | Hypophthalmichthys harmandi                                                                             |
|                    | |
|                    | silverkarp                                                                                              |
|                    | |
|                    | marmorkarp                                                                                              |
|                    | |